# Wacław Jagodziński (sportowiec)

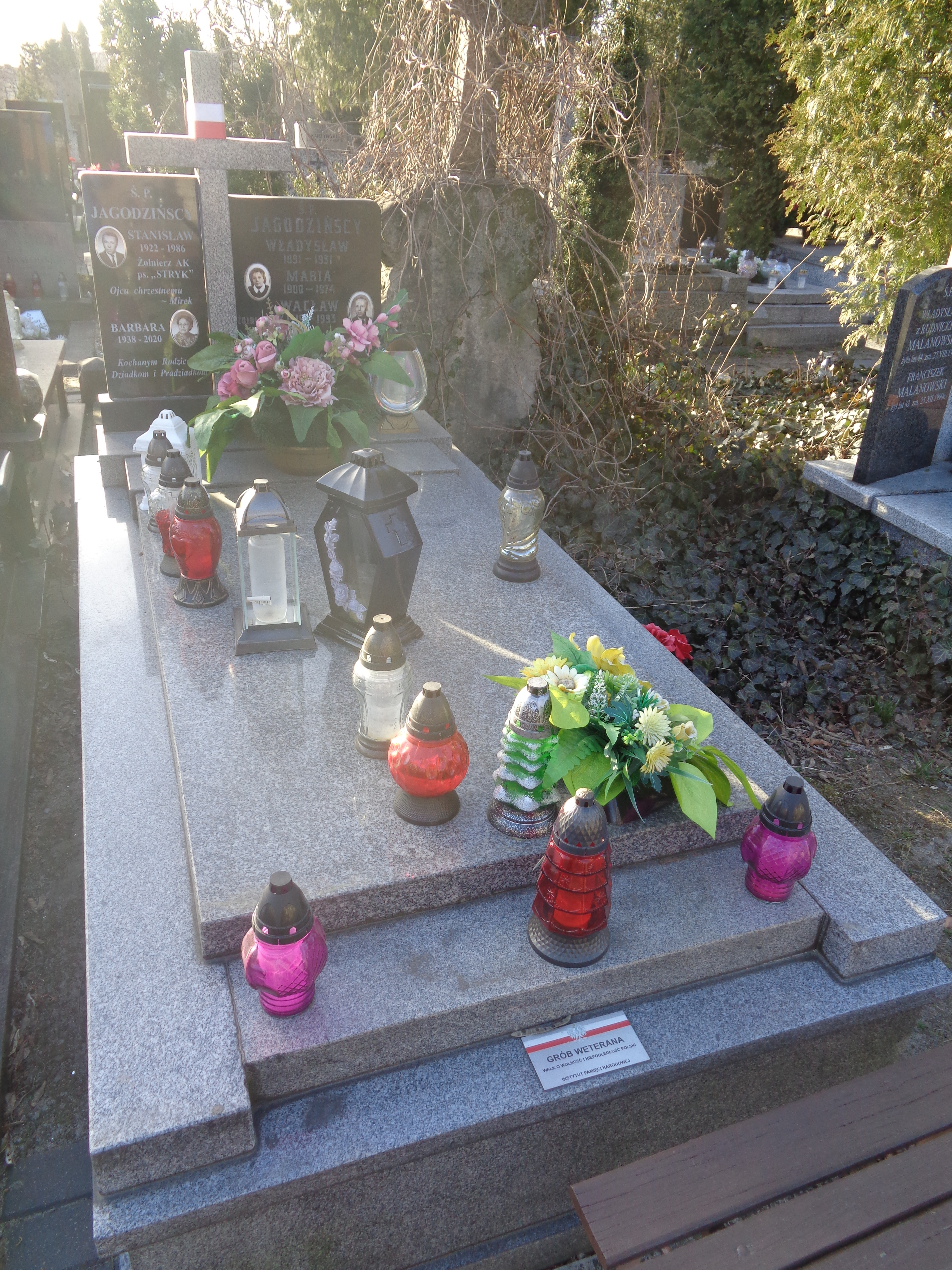
Grób piłkarza Polonii Wacława Jagodzińskiego na cmentarzu bródnowskim

Wacław Jagodziński (ur. 14 sierpnia 1919 w Warszawie, zm. 4 października 1993 tamże) – polski piłkarz, pingpongista Polonii Warszawa.

## Kariera sportowa
W latach 1935–1949 był zawodnikiem Polonii Warszawa. W czasie II wojny światowej był żołnierzem Związku Walki Zbrojnej i Armii Krajowej. Po upadku powstania Warszawskiego znalazł się w niewoli niemieckiej jako jeniec Stalagu X B Sandbostel. Walczył w pułku „Baszta” – batalionie „Karpaty” – kompania K-1 – I pluton. Następnie znalał się w niewoli, w obozie Mauthausen-Gusen. Do Polski powrócił w połowie 1946. Powrócił także do Polonii Warszawa. Był członkiem piłkarskiej drużyny która jako pierwsza po II wojnie światowej zdobyła Mistrzostwo Polski w 1946. Zagrał w 2 spotkaniach. W 1951 zdobył dla Polonii wicemistrzostwo Polski w pingpongowym deblu, w parze z Janem Kuglerem. Zmarł 4 października 1993 roku. Został pochowany na cmentarzu bródnowskim w Warszawie (kwatera 69E, rząd 1, grób 15).